# Aneflomorpha unispinosa
Aneflomorpha unispinosa es una especie de escarabajo longicornio del género Aneflomorpha, tribu Elaphidiini, subfamilia Cerambycinae. Fue descrita científicamente por Casey en 1912.

## Descripción
Mide 15-23 milímetros de longitud.

## Distribución
Se distribuye por Estados Unidos y México.